# МР-53М
МР-53М (1990—1992 Иж-53, 1992—2002 Иж-53М) — российский однозарядный пневматический пистолет.
Предназначен для тренировочной стрельбы свинцовыми пулями кал. 4,5 мм, используемый при температуре окружающей среды от −1 до +50 градусов по Цельсию.

## Общее описание
Производитель — Ижмех (Россия).

Однозарядный пружинно-поршневой пистолет модели ИЖ-53М оснащен нарезным стальным стволом.

Калибр ствола — 4,5 мм (177 cal.).

Длина ствола — 215 мм.

Габаритные размеры — 407х175х50 мм.

Вес — 1,3 кг.

Усилие спуска, Н кгс — 8-15 (0,8-1.5).

Дульная энергия не более 3 Дж.

Для стрельбы используются только свинцовые пули, такие как «ДЦ», «ДЦМ» или любые другие калибра 4.5 мм (.177). Начальная скорость пули до 120 м/с.

Можно использовать при температуре окружающей среды от −1 до +50 градусов Цельсия.

Взведение производится «переламыванием» ствола. При взведении открывается казённый срез ствола для ручного заряжания пули.

Спусковой механизм позволяет регулировать длину рабочего хода спускового крючка (2-6 мм) и усилие спуска (0,5-1,5 кг).

Автоматический предохранитель исключает возможность выстрела при не полностью закрытом стволе.

Положение целика регулируется по вертикали и горизонтали микрометрическими винтами. Длина прицельной линии может изменяться от 300 до 390 мм.

Покрытие металлических деталей черное оксидирование. Материал рукоятки — пластмасса.

Форма рукоятки ориентирована на стрельбу с обеих рук, до 2002 года рукоятки выпускались только для правшей.

Минусы модели:

- При интенсивной стрельбе регулировочный винт целика раскручивается
- На пистолеты модификаций 2011 года и позже нельзя поставить другой прицел кроме штатного, так как с цилиндра был удалён ласточкин хвост.

## История
Является дальнейшим развитием советского однозарядного пистолета аналогичной конструкции - ИЖ-40

## Поколения
- ИЖ-53 - анатомическая рукоятка-ложе (с выступом) из капрона темно-коричневого/ черного/белого цвета. Металлическая муфта ствола, целик, задник ствольной коробки. В комплекте поставки запасная пружина и шомпол для чистки ствола.
- ИЖ-53М - анатомическая рукоятка-ложе (с выступом) из полиамида темно-серого цвета. Пластиковая муфта ствола, целик, задник ствольной коробки. В комплекте поставки шомпол для чистки ствола.
- МР-53М - рукоятка-ложе из темно-серого полиамида. Пластиковая муфта ствола, целик, задник ствольной коробки. В комплекте поставки шомпол для чистки ствола.
- МР-53М (второе поколение) - рукоятка-ложе с полостью из черного полиамида. Пластиковая муфта ствола, целик, задник ствольной коробки. В комплекте поставки только пистолет.

## Модернизация
Как наиболее дешёвый экземпляр пневматического оружия, часто является самым первым оружием начинающего любителя пневматики. Со временем возможностей оружия перестает хватать для целевой стрельбы и владелец задумывается либо над улучшением базовой модели, либо над покупкой нового оружия. Возможные улучшения оружия:
- шлифовка и полировка критичных поверхностей (цилиндр, поршень);
- переделка дульной фаски;
- улучшение герметичности перепуска;
- замена штатной пружины на более мощную или установка газовой пружины;
- установка направляющей для пружины;
- установка утяжелителя поршня;
- установка дульного утяжелителя (надульника);
- установка приклада или рукоятки, подогнанной под тело стрелка.

## Похожие модели
- СПП (Спортивный пистолет пневматический)/ИЖ-45 (СССР)
- ИЖ-40 (СССР)
- ИЖ-53 (СССР/Россия)
- Blow H-01 (Турция)
- Crossman Benjamin Trail LP (США/Тайвань)
- Diana 5G (Германия)
- Diana modell 5 (Германия)
- Diana mod.5 (Германия)
- Diana P5 Magnum
- Diana LP 8 Magnum (Германия)
- Em-Ge Zenit (Германия)
- Millard Bros. Ltd. Diana Mark IV (Англия)
- Gamo P800 (Испания)
- Gamo P900 (Испания)
- Hatsan Mod 25 Super tactical (Турция)
- Hatsan Mod 25 Supercharger (Турция)
- Predom-Lucznik (Польша)
- Slavia ZVP (Чехословакия)
- SPA S3 (Китай)
- Strike One B015 (Китай)
- Swiss Arms S2 Air Pistol (Швейцария)
- TEX-083 (Чехословакия)
- Umarex Browning Buck Mark URX (Германия/Тайвань)
- Umarex Browning 800 Mag 4,5 mm (Германия/Тайвань)
- Umarex Hammerli Firehornet 4,5 mm (Германия/Тайвань)
- Umarex Ruger Mark I (Германия/Тайвань)
- Walther LP-53 (Германия)

## Страны-эксплуатанты
- Россия — используются в ДОСААФ в качестве спортивного и учебного оружия[1]